# Andalyp
Andalyp – miasto w północnym Turkmenistanie, w wilajecie daszoguskim, siedziba etrapu Akdepe. W 2022 roku liczyło ok. 36,6 tys. mieszkańców.